# Шульга, Николай Александрович
Николай Александрович Шульга (род. 29 сентября 1943, село Лысое, Краснодонский район , Луганская область) — советский и украинский политик и обществовед, доктор социологических наук (1993), профессор (2002), член-корреспондент НАН Украины. Заслуженный деятель науки и техники Украины (2003). Лауреат Государственной премии Украины в области науки и техники 2014 года.

## Образование
В 1969 году окончил исторический факультет Ростовского государственного университета.

## Политическая биография
- 1969—1970 — ответственный секретарь Ростовского отделения Всероссийского общества охраны памятников истории и культуры
- 1980—1990 — на партийной работе в аппарате ЦК КПУ.
- 1990—1994 — Народный депутат Украины 1-го созыва. Председатель Комиссии по вопросам государственного суверенитета, межреспубликанских и межнациональных отношений.
- 1994—1995 — Министр Украины по делам национальностей, миграции и культов.
- с апреля 2002 по март 2006 — Народный депутат Украины 4-го созыва, избран по спискам Коммунистической партии Украины. Первый заместитель председателя Комитета по вопросам прав человека, национальных меньшинств и межнациональных отношений.

## Научная карьера
- 1972—1975 — аспирант.
- 1975—1980 — младший научный сотрудник, старший научный сотрудник отдела социальной психологии Института философии АН УССР
- Заместитель директора Института социологии НАН Украины.

## Государственные награды
- Орден «За заслуги» III степени (27 июня 1997 года) — за личный вклад в разработку, подготовку и принятие Конституции Украины, активную законотворческую работу[1].
- Орден Дружбы (19 января 2004 года, Россия) — за большой вклад в укрепление дружбы и сотрудничества между народами Российской Федерации и Украины[2].
- Медаль Пушкина (6 марта 2012 года, Россия) — за большой вклад в развитие культурных связей с Российской Федерацией, сохранение и популяризацию русского языка и культуры за рубежом[3].
- Заслуженный деятель науки и техники Украины (1 октября 2003 года) — за значительный личный вклад в законотворческую деятельность по вопросам прав человека и межнациональных отношений, плодотворные научные достижения[4].